# Sommers Weltliteratur to go
Sommers Weltliteratur to go ist ein YouTube-Kanal, auf dem ausgewählte Werke der Literatur mit Playmobil-Figuren in Videos von etwa zehn Minuten nachgestellt werden. Michael Sommer betreibt den Kanal seit Januar 2015 und verfilmte bereits über 300 Titel der Weltliteratur. In letzter Zeit gibt er des Öfteren unter dem Hashtag MeinSenf am Ende seiner Videos seine eigene Meinung zu einzelnen Aspekten des zusammengefassten Werkes. Neben dem YouTube-Kanal besteht auch eine Website, die Informationen und eine vollständige Liste der verfügbaren Videos bereitstellt. 2018 wurde der Kanal mit dem Grimme Online Award ausgezeichnet. Am 5. September 2015 wurde „Sommer’s World Literature to go“, die englische –, und am 16. September 2022 „Έργα Παγκόσμιας Λογοτεχνίας σε λίγα λεπτά“, die griechische Version des Kanals, erstellt.

## Entstehung des Kanals
Im Herbst 2013 sah sich Sommer als Dramaturg bei der Inszenierung des Theaterstückes Dantons Tod am Theater Ulm mit der Aufgabe konfrontiert, das Stück in kurzer und unterhaltsamer Form zusammenzufassen. Dabei ergab sich eine improvisierte Performance, die auf Video festgehalten und auf dem Videoportal YouTube veröffentlicht wurde. Dieses Video erzielte in eineinhalb Jahren mehrere Tausend Aufrufe, weswegen sich Michael Sommer im Januar 2015 dazu entschied, dieses Format als Videoreihe fortzusetzen.

## Entstehung der Videos
Zu Beginn des Projekts produzierte Michael Sommer die Videos am heimischen Küchentisch, seit September 2019 hat er ein Büro im Münchner Stadtteil Pasing.
Bis 2021 gab es Zuschauerabstimmungen für die Auswahl der Werke. Im Oktober 2022 wurde die Sommers-Weltliteratur-Community auf Steady eingerichtet. Fortan konnten nur noch Community-Mitglieder über die Auswahl der Werke entscheiden. Dafür wurde für jeden die Möglichkeit eröffnet, selbstproduzierte Videos, in denen literarische Werke zusammengefasst sind, auf dem Kanal als Gastvideo veröffentlichen zu lassen. Zudem werden in Abstimmung mit dem Kooperationspartner Reclam Werke aus dem Programm des Verlags ausgewählt. Außerdem fließen auch eigene Vorlieben und Interessen Sommers in das Auswahlverfahren ein.

## Kooperationspartner
Sommers Weltliteratur to go ist ein unabhängiger Kanal. Es besteht eine Kooperation mit dem Reclam-Verlag, der Sommers Weltliteratur to go finanziell und inhaltlich unterstützt. Die mit dem Reclam-Vorspann versehenen Videos werden vor Veröffentlichung vom Verlag lektoriert. Zudem kooperiert der Kanal in Einzelprojekten mit verschiedenen Auftraggebern, wie dem Günter-Grass-Haus, der Internationalen Stiftung Mozarteum Salzburg oder der Stadtbibliothek Nürnberg. Im Projekt Die Bibel to go und The Xmas-Films bestand eine Kooperation mit Evangelisch.de. Mit dem Spielzeughersteller Playmobil bestand nur bei einer Serie eine Kooperation. Dabei hat Sommer Tutorial-Videos zum Erstellen eigener Literatur-Zusammenfassungs-Videos hochgeladen. Wobei er Playmobil-Sets zur griechischen Mythologie benutzte, die er an Zuschauer verloste, die eine im Video gestellte Frage beantworteten.

## Video-Reihen

### Sommers Weltliteratur On Air

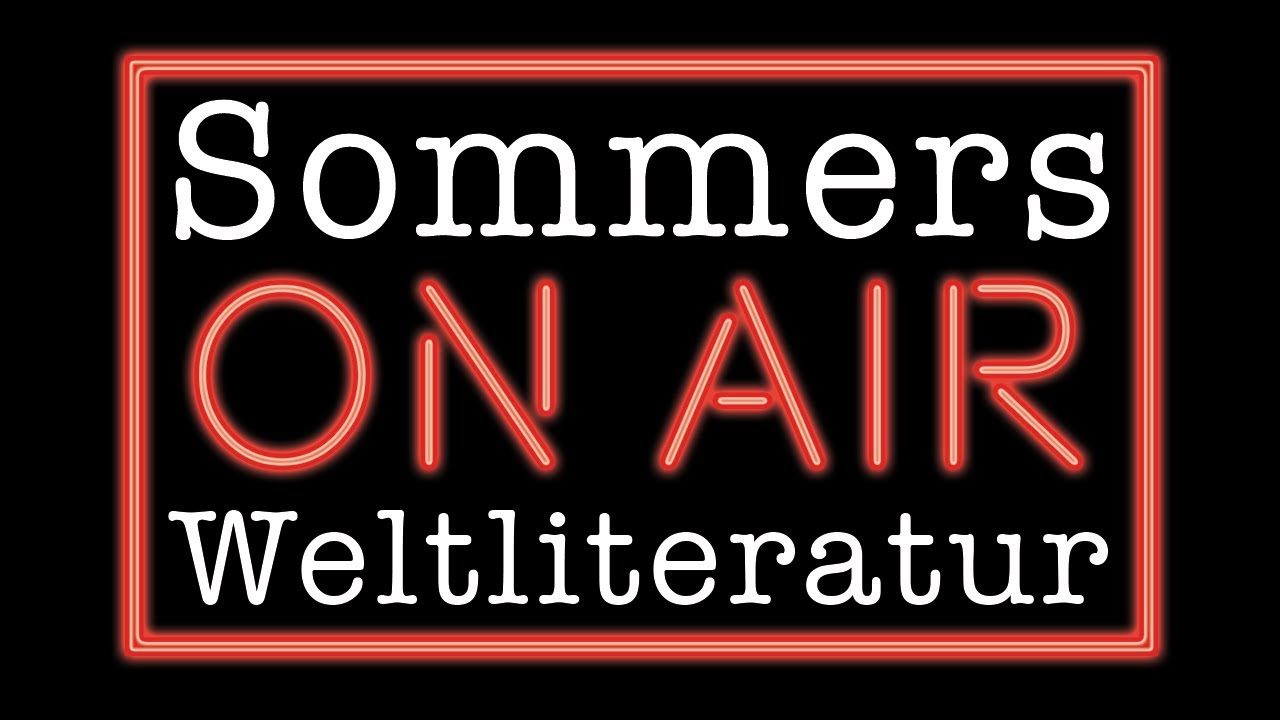
Schriftzug des Livestreaming-Formats Sommers Weltliteratur On Air

Sommers Weltliteratur On Air (Kurzform: SWOA) ist eine über YouTube gestreamte Liveübertragung, bei der Michael Sommer über einen ausgewählten Autor und dessen literarische Epoche spricht. Jede Folge setzt sich aus einer Auswahl der folgenden Kategorien zusammen:
- Zeitstrahl-streitzahl: Zeitstrahl mit den wichtigsten Daten der Epoche
- Gästezimmer: Der Autor, als Playmobilfigur wird von Michael Sommer, als Playmobilfigur, interviewt.
- Küchenhilfe: Eine Aufsatzart im Deutschunterricht wird beim Zubereiten einer Mahlzeit erklärt.
- Realyty Check: Anhand eines Fragebogens wird überprüft, wie sehr ein Aspekt der Literatur im Alltag der Zuschauer Anwendung findet.
- Kummerkasten: Sommer antwortet auf einen ihm zugesendeten Sorgenbrief.
- Premiere: Ein neues Video wird zum ersten Mal gezeigt.
- Antiquaritäten: Von den Zusendern alter Reclam-Hefe wird ein Gewinner ausgelost, der Merch als Preis erhält.
- Sachbuch Ahoi!: Empfehlung eines Sachbuchs
- SWOA-Quiz: Zuschauer erraten Silben und setzen diese zu einem Lösungswort zusammen.
- Watsons Lieblingslyrik: Sommer liest seinem Hund Watson ein Gedicht aus der thematisierten Literaturepoche vor.

Dieses Format wird am jeweils ersten Montag des Monats um 19:00 Uhr live gestreamt.

### Die Bibel to go
Da die Abstimmung für die Auswahl der Werke, zu denen im Jahr 2021 ein Video entstehen sollte, coronabedingt ausgefallen ist, entschied sich Sommer, die Serie Sommers Weltliteratur to go für ein Jahr zu pausieren, und die neue Serie Die Bibel to go anzufangen. In dieser Serie werden alle Bücher der Lutherbibel im selben Format wie in der Serie Sommers Weltliteratur to go zusammengefasst. Das erste Buch Mose to go, das erste Video dieser Serie, erschien am 5. Oktober 2020. Sie wurde am 26. September 2021 mit der Darstellung der Offenbarung des Johannes abgeschlossen. Zusätzlich wurden drei Spezialepisoden veröffentlicht: Genesis-Clips für Erwachsene, Die Weihnachtsgeschichte XL to go und Die Weihnachtsgeschichte XS to go.

### Literarische Epochen to go
Die Serie Literarische Epochen to go enthält Videos, in denen die wichtigsten Autoren, Werke und für die Literatur relevanten historischen Ereignisse je einer Epoche der deutschen Literatur zusammengefasst wird. Die Serie besteht aus 12 Episoden. Die erste, veröffentlicht am 2. März 2021, behandelt den Barock und die letzte, veröffentlicht am 26. Februar 2024, behandelt die Gegenwartsliteratur. Des Weiteren wurden die Epochen Aufklärung, Sturm und Drang, Weimarer Klassik, Romantik, Biedermeier und Vormärz, Realismus, Naturalismus, Expressionismus, Literatur der Jahrhundertwende, Literatur der Weimarer Republik, Exilliteratur, Deutschsprachige Literatur von 1945–1989 und Gegenwartsliteratur zusammengefasst.

### Sommers echt Lockere Kirchengeschichte
Trotz Ende von Die Bibel to go (SELK) spielt Religion immer noch eine wichtige Rolle im Kanal. Denn in der Serie Sommers echt lockere Kirchengeschichte wird in jeder Episode ein Aspekt der christlichen Kirchengeschichte zusammengefasst. Die Reformation to go, die erste Folge, veröffentlicht am 31. Oktober 2021, ist eine Zusammenfassung der wichtigsten Ereignisse der Lutherischen Reformation. Die Initialen sind im Logo dieser Serie rot hervorgehoben und bilden das Akronym SELK. In allen folgenden Episoden spielt die Selbständige Evangelisch-Lutherische Kirche, die ebenfalls abgekürzt SELK heißt, eine zentrale Rolle. Es wird vor allem das Verbot der Frauenordination der SELK kritisch dargestellt. Hans-Jörg Voigt der Bischof der SELK lud auf der Website der SELK das Dokument Faktenckeck-Frauenordination-2022_web.pdf hoch. In diesem versuchte er das Video Die immer noch verhinderte Frauenordination in der SELK to go, zu entkräften. Als Antwort darauf lud Michael Sommer den Faktencheck zum „Faktencheck“ auf seinem Kanal hoch. Voigts Faktencheck ist mittlerweile gelöscht worden. Die Zusammenfassung des Buches Von Christus beauftragt wurde auf dem Kanal der Initiative Frauenordination in der SELK veröffentlicht, weil der Autor männlich ist und eine Veröffentlichung auf Sommers Kanal somit nicht mit dem FrauenBücherPowerJahr vereinbar wäre.

### The Xmas-Films
In der Adventszeit 2021 wurde auf dem Kanal täglich ein Video veröffentlicht, in dem ein Weihnachtsfilm zusammengefasst und anschließend in den folgenden Kategorien bewertet wurde:
- Messiasmomente: Wie christlich ist der Film?
- Santanismus-Skala: Wie viel Ersatzreligion kommt vor?
- Fest-der-Liebe-Index: Wie stark wird das Thema Liebe behandelt?
- Konsumterrorquote: Wie stark wird der Weihnachtskonsum widergespiegelt?
- Frieden-auf-Erden-Faktor: Wie stark wird Frieden angeworben?

In jeder Kategorie bekommt der Film bis zu fünf Sternen, wobei er auch Bonus- und Minussterne erhalten kann. Auch die Community hat die Filme auf der Webseite von Evangelisch.de bewertet. Bei der Community-Bewertung landete Als Michel das Fest für die Armen gab mit einem Durchschnitt von 4,6 von 5 Sternen auf den ersten Platz.

### Lessing* Leute, Lesen, Leben
Gegen Ende der Bibel to go Serie wurde die Livestream-Serie Lessing* Leute, Lesen, Sommer gestartet. Mit der dritten Folge wurde die Serie in Leute, Lesen, Leben umbenannt. Die Serie ist nach Gotthold Ephraim Lessing benannt, da er
- für die Gleichberechtigung der Religionen war,
- Bücher und
- Spiele mochte und
- seine Positionen mutig vertreten hat.

Diese vier Eigenschaften entsprechen den Themen, die in der Serie behandelt werden. In jeder Episode ist ein Gast eingeladen, mit dem sich Sommer über dessen Leben und Wirken unterhält.
Eine Folge ist folgendermaßen aufgebaut:
Um den Gast vorzustellen, beantwortet der Gast Dies-oder-Das-Fragen und Sommer trägt eine Kurzbiografie über den Gast vor, in die er zur Unterhaltung die Erkenntnisse aus dem Dies-oder-Das-Spiel in Form von Witzen einbaut.
Der Rest der Folge ist in 5 Kapitel unterteilt:
1. Umwege: Der Gast berichtet über einen Rückschlag in seinem Leben, der sich im Nachhinein als gute Erfahrung herausgestellt hat.
2. Ahamenschen: Sommer und sein Gast überlegen sich ein Vorbild und versuchen, das Vorbild des Anderen mithilfe von ja-nein-Fragen zu erraten. Wer das Vorbild zuerst errät, gewinnt, und der Verlierer bekommt eine Strafe, die er sich vorher überlegt hat.
3. Spielräume: der Gast erzählt, welche Geschichten in seinem Leben eine wichtige Rolle spielen.
4. Grüße an den Algorithmus: Der Gast erklärt, was er besser als jeder Computer kann, und trägt etwas vor, das er auswendig kann.
5. Schlussrunde: Der Gast gibt Empfehlungen für Bücher oder andere Medien.

Zudem haben die Zuschauer des Livestreams die Möglichkeit, einen Preis zu gewinnen. Dazu schreiben sie eine kreative Antwort auf eine Frage, die am Anfang des Livestreams gestellt wurde. Der Gast entscheidet anhand der Antworten, wer der Gewinner ist. Bisherige Gäste waren Frank Muchlinsky, Paul Hörenz, Katharina Hermann, Stefanie Höfler, die Pfarrerin Maike Schöfer, Sabine Anselm, Sibylle Schleicher und Sarah Vecera.

### FrauenBücherPowerJahr
Nachdem ein Jahr lang nur Bücher aus der Bibel zusammengefasst wurden, startete die Aktion FrauenBücherPowerJahr, in der ein Jahr lang nur Werke von Frauen zusammengefasst werden. Damit soll auf weibliche Autoren aufmerksam gemacht werden, die allgemein in Vergleich zu männlichen Autoren wenig Aufmerksamkeit genießen. Das erste Video im FrauenPowerJahr ist eine Zusammenfassung von Die Wupper von Else Lasker-Schüler, veröffentlicht am 4. Oktober 2021.

### Das Silmarillion to Go
In den Jahren 2023 und 2024 wurde zu jedem der 26 Kapiteln des Silmarillion sowie zu Akallabêth und Von den Ringen der Macht und dem Dritten Zeitalter eine Playmobil-Zusammenfassung veröffentlicht. Die Video-Reihe wurde mit einem Vergleich der Serie Der Herr der Ringe: Die Ringe der Macht mit dem Silmarillion beendet.

### Musical Commas
Ende 2022 erstellte Sommer zusammen mit Andrea Pancur Videos, in denen er deutsche Kommaregeln erklärte. Zuerst wird die Regel anhand eines Beispielsatzes erklärt. Anschließend wird ein Merkvers zur Regel gesungen; Andrea Pancur begleitet mit der Gitarre. Schließlich gibt es noch Übungssätze, in denen man selbst die fehlenden Kommas setzen kann.

### Bücher*Sternchen
Die Serie besteht aus Kurzbiografien von Autoren, wie üblich inszeniert mit Playmobil-Figuren. Das erste Video dieser Serie ist eine Biografie von Luise Adelgunde Victorie Gottsched, die am 28. Mai 2024 erschien.

## BuchGehst du Goethe!
Im September 2018 erschien Michael Sommers Buch Gehst du Goethe! – Speed-Dating mit deutschen Klassikern im S. Fischer Verlag. Darin werden zehn Klassiker der deutschen Literatur in Wort und Bild zusammengefasst. Die Darstellung im Buch orientiert sich dabei stark an dem jeweiligen Video von Sommers Weltliteratur to go. Auf das Buch bezugnehmend, bietet Michael Sommer auch die Veranstaltung Gehst du Goethe live an, bei denen er die Kurzfassungen der Werke auf der Bühne und in Interaktion mit dem Publikum aufführt.